# Морозівська сільська рада (Міловський район)
| Морозівська сільська рада — колишній орган місцевого самоврядування у Міловському районі Луганської області з адміністративним центром у с. Морозівка. Водоймища на території, підпорядкованій даній раді: річка Комишна. Сільській раді підпорядковані населені пункти: - с. Морозівка - с. Зоринівка - с. Шелестівка |

## Склад ради
Рада складається з 16 депутатів та голови.

### Керівний склад ради
| ПІБ                          | Основні відомості                                                 | Дата обрання | Дата звільнення |
| ---------------------------- | ----------------------------------------------------------------- | ------------ | --------------- |
| Данильченко Сергій Семенович | Сільський голова, 1952 року народження, освіта вища, безпартійний | 31.10.2010   |                 |

Примітка: таблиця складена за даними джерела